# Philippe Daure
Philippe Daure, né le 10 septembre 1925 à Paris et mort dans la même ville le 14 mars 2004, est un illustrateur français d'ouvrages pour la jeunesse ayant principalement travaillé pour la maison d'édition Hachette pour laquelle il illustre plus de 250 livres.

## Biographie
Né à Paris le 10 septembre 1925, Philippe Daure a été formé aux Beaux-Arts en peinture et en gravure. Il a commencé par dessiner des affiches et des illustrations de mode pour des journaux féminins (Marie-Claire) et a également illustré, au début des années cinquante, des strips (bande dessinée de quelques cases) des séries Les Amours célèbres et Le Crime ne paie pas dans le quotidien France-Soir.
C'est en 1956 qu'il entre chez Hachette, chez qui il travaille jusqu'à son décès en 2004. Il est surtout connu pour avoir été l’illustrateur attitré des séries pour la jeunesse publiées dans la collection « Bibliothèque verte » telles que : Michel de Georges Bayard, Alice et Les sœurs Parker de Caroline Quine, et Jeunes Filles en blanc de Suzanne Pairault.

## Livres pour la jeunesse illustrés par Philippe Daure
La première date est celle de la première édition française illustrée par Philippe Daure.

### CollectionBibliothèque verte

#### SérieAlice, deCaroline Quine
Liste exhaustive.
- 1975 : Alice et la Dame du lac[1] (nouveau dessin de couverture pour la réédition de 1987, et 1993 no 465)
- 1983 : Alice au bal masqué (couverture uniquement. Nouveau dessin de couverture pour la réédition de 1993, no 477)
- 1983 : Alice en Écosse (nouveau dessin de couverture pour la réédition de 1989, no 464)
- 1984 : Alice et la Fusée spatiale (couverture uniquement. Nouveau dessin de couverture pour la réédition de 1999, no 499)
- 1983 : Quand Alice rencontre Alice (couverture uniquement. Nouveau dessin de couverture pour la réédition de 1999, no 501)
- 1984 : Alice et le Corsaire (couverture uniquement)
- 1984 : Alice écuyère (couverture uniquement. Nouveau dessin de couverture pour la réédition de 1990, no 474)
- 1985 : Alice chez les Incas (couverture uniquement. Nouveau dessin de couverture pour la réédition de 1989, no 463)
- 1985 : Alice et le Diadème (couverture uniquement. Nouveau dessin de couverture pour la réédition de 1990, no 472)
- 1985 : Alice à Paris (couverture uniquement)
- 1985 : Alice et le Fantôme (couverture uniquement)
- 1985 : Alice et les Chats persans (no 450)
- 1985 : Alice et l'Œil électronique (no 451)
- 1985 : Alice et la Malle mystérieuse (couverture uniquement. Nouveau dessin de couverture pour la réédition de 1995, no 486).
- 1985 : Alice et les Contrebandiers (couverture uniquement)
- 1985 : Alice et les Plumes de paon (couverture uniquement, no 470)
- 1986 : Alice chez le grand couturier (no 461)
- 1986 : Alice et l'Esprit frappeur  (couverture uniquement. Nouveau dessin de couverture pour la réédition de 1990, no 473)
- 1986 : Alice et le Mauvais Présage (no 442)
- 1987 : Alice et le Violon tzigane (nouveau dessin de couverture pour la réédition de 1989, no 468 et 2000)
- 1987 : Alice et le Cheval volé (nouveau dessin de couverture pour la réédition de 1992, no 476)
- 1987 : Alice et l'Ancre brisée (no 441)
- 1987 : Alice et les Magiciens (no 458)
- 1988 : Alice et les Trois Clefs (no 452)
- 1988 : Alice et le Carnet vert (no 449) (nouveau dessin de couverture pour la réédition de 1998)
- 1988 : Alice et le Robot (no 456) (nouveau dessin de couverture pour la réédition de 1998)
- 1988 : Alice et le Secret de la vieille dentelle (no 445)
- 1988 : Alice et la Bague du gourou (no 443)
- 1988 : Alice et la Soucoupe volante (no 440)
- 1988 : Alice et la Poupée indienne (no 453) (couverture uniquement)
- 1989 : Alice et le Symbole grec (no 444)
- 1989 : Alice et le Secret du parchemin (no 447) (nouveau dessin de couverture pour la réédition de 1993)
- 1989 : Alice et les Marionnettes (no 454) (nouveau dessin de couverture pour la réédition de 2000)
- 1989 : Alice au ranch (no 462), 1992 (couverture uniquement)
- 1985 : Alice et les Diamants (no 459) (nouveau dessin de couverture pour la réédition de 1989)
- 1990 : Alice et la Diligence (no 471)
- 1992 : Alice et les Hardy Boys, super-détectives (no 455) (couverture uniquement)
- 1992 : Alice et le Flibustier (no 457) (couverture seulement)
- 1992 : Alice et la Rivière souterraine (no 460)
- 1992 : Alice à la réserve des oiseaux (no 475)
- 1993 : Alice chez les stars (no 478)
- 1993 : Alice et la Mémoire perdue (no 479)
- 1993 : Alice et la Statue qui parle (no 467)
- 1989 : Alice au Canada / Alice chercheuse d'or (no 469) (nouveau dessin de couverture pour la réédition de 1993)
- 1994 : Alice et l'Architecte diabolique (no 483)
- 1994 : Alice et les Cerveaux en péril (no 480)
- 1994 : Alice et le Fantôme de la crique (no 482)
- 1994 : Alice et le Valet de pique (no 481)
- 1995 : Alice et le Tigre de jade (no 488)
- 1995 : Alice millionnaire (no 487)
- 1995 : Alice et le Pickpocket (no 484)
- 1995 : Alice au canyon des Brumes (no 485)
- 1996 : Alice au manoir hanté (no 492)
- 1996 : Alice et les Quatre Tableaux (no 489)
- 1997 : Alice et le Mystère du lac Tahoé (no 495)
- 1997 : Alice et la Gazelle verte (no 496)
- 1997 : Alice et la Pantoufle d'hermine (no 448) (nouveau dessin de couverture pour la réédition de 2002)
- 1997 : Alice et la Tanière des ours (no 493)
- 1998 : Alice à Venise (no 446)
- 1998 : Alice et les Bébés pumas (no 498)
- 1998 : Alice et les Quatre Mariages (no 497)
- 1999 : Alice au concours hippique (no 500)
- 2001 : Alice et la Dame à la lanterne (no 503)

#### SérieMicheldeGeorges Bayard
(liste exhaustive)
- 1958 : Michel mène l'enquête no 40 (nouveau dessin de couverture pour la réédition de 1973 et 1992)
- 1959 : Michel et la Falaise mystérieuse[2] no 57 (nouveau dessin de couverture pour la réédition de 1985 et 1989)
- 1959 : Les Étranges Vacances de Michel no 122 (nouveau dessin de couverture pour la réédition de 1966 et 1983)
- 1959 : Michel fait mouche no 143 (nouveau dessin de couverture pour la réédition de 1983)
- 1963 : Michel au refuge interdit (nouveau dessin de couverture pour la réédition de 1983)
- 1960 : Michel au Val d'Enfer no 159 (nouveau dessin de couverture pour la réédition de 1953 et 1995)
- 1960 : Michel et les Routiers no 170 (nouveau dessin de couverture pour la réédition de 1983 et 1988)
- 1961 : Michel poursuit des ombres no 195 (nouveau dessin de couverture pour la réédition de 1985 et 1992)
- 1961 : Michel et le Brocanteur no 179 (nouveau dessin de couverture pour la réédition de 1983)
- 1962 : Michel et Monsieur X (nouveau dessin de couverture pour la réédition de 1983).
- 1962 : Michel fait du cinéma no 206 (nouveau dessin de couverture pour la réédition de 1983)
- 1963 : Michel au refuge interdit no 223 (nouveau dessin de couverture pour la réédition de 1996)
- 1963 : Michel et la Soucoupe flottante no 230 (nouveau dessin de couverture pour la réédition de 1983 et 1997)
- 1964 : Michel en plongée no 259 (nouveau dessin de couverture pour la réédition de 1984)
- 1964 : Michel, maître à bord no 244 (nouveau dessin de couverture pour la réédition de 1971 et 1983)
- 1965 : Michel à Rome no 287 (nouveau dessin de couverture pour la réédition de 1977 et 1983)
- 1965 : Michel chez les gardians no 269 (nouveau dessin de couverture pour la réédition de 1985 et 1989)
- 1966 : Michel et le Complot no 306 (nouveau dessin de couverture pour la réédition de 1984)
- 1967 : Michel mousquetaire no 339 (nouveau dessin de couverture pour la réédition de 1974 et 1995)
- 1971 : Michel et le Trésor perdu no 459 (nouveau dessin de couverture pour la réédition de 1976 et 1985)
- 1971 : Michel et la Voiture fantôme (nouveau dessin de couverture pour la réédition de 1985 et 1989)
- 1973 : Michel fait du vol à voile (nouveau dessin de couverture pour la réédition de 1985 et 1997)
- 1973 : Michel en plongée (nouveau dessin de couverture pour la réédition de 1984)
- 1974 : Michel dans l'avalanche (nouveau dessin de couverture pour la réédition de 1994)
- 1975 : Michel fait un rallye (nouveau dessin de couverture pour la réédition de 1988)
- 1975 : Michel poursuit des ombres.
- 1975 : Michel et les Castors du Rhône (nouveau dessin de couverture pour la réédition de 1989)
- 1976 : Michel connaît la musique (nouveau dessin de couverture pour la réédition de 1984 et 1992)
- 1977 : Michel et le Rapport secret (nouveau dessin de couverture pour la réédition de 1988)
- 1977 : Michel et les Deux Larrons (nouveau dessin de couverture pour la réédition de 1983)
- 1978 : Michel entre deux feux (nouveau dessin de couverture pour la réédition de 1988)
- 1979 : Michel à la Fontaine du Diable (nouveau dessin de couverture pour la réédition de 1988)
- 1978 : Michel et la super-maquette (nouveau dessin de couverture pour la réédition de 1983)
- 1979 : Michel et les Maléfices (nouveau dessin de couverture pour la réédition de 1987 et 1998)
- 1980 : Michel et la Preuve par sept.
- 1980 : Michel et les Faussaires.
- 1980 : Michel entre deux feux (nouveau dessin de couverture pour la réédition de 1983 et 1990)
- 1981 : Michel et le Vase de Soissons.
- 1981 : Michel chez les trotteurs (nouveau dessin de couverture pour la réédition de 1988)
- 1982 : Michel fait de la planche à voile (nouveau dessin de couverture pour la réédition de 1996)
- 1983 : Michel aux Antilles  (c'est l'unique année d'édition pour ce titre)
- 1984 : Michel et les Casseurs (nouveau dessin de couverture pour la réédition de 1988)
- 1985 : Michel fait surface (nouveau dessin de couverture pour la réédition de 1990)

#### SérieLes sœurs Parker, deCaroline Quine
Liste exhaustive.
 À noter : Pour les rééditions de 1983 à 1987 (appelée série hachurée), la nouvelle couverture reprendra, pour chaque titre, un dessin intérieur de P. Daure des éditions précédentes.
- 1966 : Les Sœurs Parker trouvent une piste.
- 1966 : Les Sœurs Parker et les ravisseurs.
- 1966 : Le Gros Lot.
- 1967 : Les Disparus de Fort Cherokee.
- 1967 : L'Orchidée noire.
- 1968 : La Villa du sommeil.
- 1968 : Le Fantôme du troisième balcon.
- 1969 : Un portrait dans le sable.
- 1969 : Le Secret de la chambre close.
- 1970 : Le Dauphin d'argent.
- 1970 : L'Inconnu du carrefour.
- 1971 : Sur les traces de l'homme masqué.
- 1971 : La Sorcière du lac perdu.
- 1972 : L'Affaire du pavillon bleu.
- 1972 : Le Secret des boucaniers.
- 1972 : Les Patineurs de la nuit.
- 1973 : L’Énigme de la clé rouillée.
- 1973 : La Guitare ensorcelée.
- 1974 : Le Secret du clocher.
- 1974 : Le Secret du chalet suisse.
- 1975 : Le Beau Garçon du Pacifique.
- 1975 : La Double Énigme de la Sierra.
- 1976 : Le Tigre de pierre.
- 1976 : L'Anneau de jade.
- 1976 : L'Oiseau de bambou.
- 1977 : Le Rubis clignotant.
- 1978 : Dans l'ombre de la tour.
- 1978 : La Menace dans le puits.
- 1979 : L’Impératrice de cire.
- 1980 : Le Volcan endormi.

#### SérieJeunes Filles en blancdeSuzanne Pairault
Liste exhaustive.
- 1968 : Catherine infirmière (no 367)
- 1969 : La Revanche de Marianne.
- 1970 : Infirmière à bord (nouveau dessin de couverture pour la réédition de 1983)
- 1971 : Mission vers l´inconnu (nouveau dessin de couverture pour la réédition de 1983)
- 1973 : L'Inconnu du Caire.
- 1973 : Le Secret de l'ambulance (nouveau dessin de couverture pour la réédition de 1983)
- 1973 : Sylvie et l'homme de l'ombre.
- 1974 : Le lit no 13.
- 1974 : Dora garde un secret (nouveau dessin de couverture pour la réédition de 1983)
- 1975 : Le Malade autoritaire (nouveau dessin de couverture pour la réédition de 1983)
- 1976 : Le Poids d'un secret (nouveau dessin de couverture pour la réédition de 1983)
- 1976 : Salle des urgences.
- 1977 : La Fille d'un grand patron (nouveau dessin de couverture pour la réédition de 1983)
- 1978 : L'Infirmière mène l’enquête (nouveau dessin de couverture pour la réédition de 1983)
- 1979 : Intrigues dans la brousse.
- 1979 : La Promesse de Francine.
- 1980 : Le Fantôme de Ligeac (nouveau dessin de couverture pour la réédition en format souple de 1988)
- 1981 : Florence fait un diagnostic.
- 1981 : Florence et l'étrange épidémie (nouveau dessin de couverture pour la réédition de 1983)
- 1982 : Florence et l'infirmière sans passé.
- 1983 : Florence s'en va et revient.
- 1984 : Florence et les frères ennemis.
- 1985 : La Grande Épreuve de Florence.

#### SérieRichard Bolithod'Alexander Kent
Liste exhaustive.
- 1976 : Richard Bolitho, aspirant de marine.
- 1977 : Richard Bolitho prend son commandement.
- 1977 : Richard Bolitho, maître à bord.
- 1978 : Richard Bolitho à l'abordage.
- 1978 : Richard Bolitho passe à l'attaque.
- 1979 : L'Aspirant Bolitho contre les naufrageurs.

#### SérieLes Enquêtes de Nancy
- 1989 : Week-end noir.

#### Romans hors-séries
- 1956 : Vacances romaines d'Odette Ferry (no 267) (roman tiré du film du même nom de William Wyler)
- 1956 : Papa Faucheux de Jean Webster (nouveau dessin de couverture en 1963, no 242)
- 1956 : Gil et le Rajah, de Capitaine Valmer (no 288)
- 1957 : La Fiancée du Loup-de-la-Mer de Georges G.-Toudouze (no 289)
- 1958 : Chevrette et Virginie de Françoise d'Eaubonne (no 46)
- 1959 : Fille de la montagne de Jean Muray (no 11)
- 1959 : La Dette d’Henri de Léonce Bourliaguet (no 45)
- 1959 : Monica et le Prince de Jean Muray (no 149) (nouveau dessin de couverture en 1962)
- 1960 : Aliette aux sports d'hiver de Betty Cavanna (no 158) (nouveau dessin de couverture en 1976)
- 1961 : Les Fiancés du puits doré de Françoise d'Eaubonne (no 185)
- 1961 : Monica et les Conspirateurs de Jean Muray (no 176)
- 1964 : Marina et les visiteurs clandestins de Lucie Rauzier-Fontayne (no 256)
- 1968 : La Nuit des contrebandiers de René Guillot (no 354)
- 1968 : Poursuite à Venise de Thalie de Molènes (no 375)
- 1969 : Six Filles à marier de Frank et Ernestine Gilbreth (no 402)
- 1969 : Colomba de Prosper Mérimée (no 398)
- 1970 : Coté jardin (l'âge heureux) d'Odette Joyeux (no 416)  (nouveau dessin de couverture en 1972)
- 1972 : L’Évasion du loup blanc de Mell Ellis (no 487)
- 1973 : Le Chevalier sans visage de René Guillot.
- 1974 : Le Rendez-vous de Brasilia d'Odette Sorensen.
- 1975 : La Rage de piloter de Colin Hodgkinson.
- 1976 : L'Homme du vendredi de Marc Soriano.
- 1978 : Sans famille (tomes 1 et 2), de Hector Malot.
- 1978 : Dis-moi comment tu marches de Marc Flament.

### CollectionBibliothèque Hachette
- 1957 : La Disparue de Montélimar, de Paul-Jacques Bonzon (no 10)

### CollectionMasque Jeunesse

#### AlicedeCaroline Quine
Liste exhaustive.
- 1983 : Alice et le Carnet vert (no 2)
- 1983 : Alice et la Soucoupe volante (no 3)
- 1983 : Alice et les Magiciens (no 8)
- 1983 : Alice et les Trois Clefs (no 11)
- 1983 : Alice et le Symbole grec (no 13)
- 1984 : Alice et le Secret de la vieille dentelle (no 4)
- 1984 : Alice et le Robot (no 18)
- 1985 : Alice et la Bague du gourou (no 36)

### Collection NouvelleBibliothèque rose

#### SérieCésardeGeorges Bayard
Liste exhaustive.
- 1962 : César fait du karting (no 107)
- 1964 : César suit le tour de France (no 154)
- 1965 : César marin d'eau douce (no 181)

#### Romans hors-séries
- 1964 : Noël pour une bergère, de Jean Muray (no 108)
- 1963 : Étienne en classe de neige, de Nicole Lesueur (no 134)
- 1965 : Un cheval pour Marianne, de Nicole Lesueur (no 176)
- 1966 : Sylvie chez le garde forestier, de Nicole Lesueur (no 149)
- 1966 : Pascal et le fantôme, de Marguerite Thiébold (no 208)
- 1969 : Fanchon, fille de l'air, de Fernande Féron (no 331)

### CollectionBibliothèque rose

#### SérieFantômette, deGeorges Chaulet
Liste exhaustive.
- 1988 : Fantômette ouvre l’œil (no 924)
- 1990 : Fantômette et le Masque d'argent (no 942)
- 1990 : Fantômette et le Brigand (no 922)
- 1991 : Fantômette contre Fantômette (no 945)
- 1991 : Les Exploits de Fantômette (no 946)
- 1992 : Fantômette et le Mystère de la tour (no 943)
- 1992 : Fantômette à la mer de sable (no 932)
- 1992 : Fantômette et la Grosse Bête (no 947)
- 1993 : Fantômette et l'Île de la sorcière (no 950)
- 1993 : Fantômette et la Maison hantée (no 951)
- 1993 : Fantômette et le Trésor du pharaon (no 952)
- 1994 : Les Sept Fantômettes (no n°956)
- 1994 : Fantômette et la Dent du diable (no 953)
- 1994 : Fantômette et la Télévision (no 954)
- 1994 : Fantômette contre le hibou (no 955)
- 1994 : Pas de vacances pour Fantômette (no 948)
- 1995 : Fantômette contre le géant (no 957)
- 1995 : Fantômette et son prince (no 959)
- 1995 : Fantômette au carnaval (no 958)
- 1995 : Fantômette s'envole
- 1997 : Fantômette et le Mystère de la tour (no 943)

#### SérieZorro
P. Daure a illustré uniquement les couvertures.
- 1986 : Le Retour de Zorro, de Disney channel.
- 1986 : Zorro et le sergent Garcia, de Disney channel.
- 1987 : L'Epée de Zorro
- 1989 : Zorro
- 1989 : Zorro arrive

#### Roman hors-séries
- 1974 : Le Trésor des Hollandais d'Odette Joyeux.

### CollectionBibliothèque de la jeunesse

#### SérieMicheldeGeorges Bayard
(liste exhaustive)
- 1959 : Les Étranges Vacances de Michel (no 122)
- 1961 : Michel et le Brocanteur (no 179)
- 1961 : Michel au Val d'Enfer (no 159)
- 1962 : Michel fait du cinéma (no 206)
- 1963 : Michel poursuit des ombres (no 195)
- 1963 : Michel au refuge interdit (no 223)
- 1963 : Michel et la Soucoupe flottante (no 230)
- 1965 : Michel fait mouche (no 143)
- (date inconnue) : Michel et la falaise mystérieuse
- (date inconnue) : Michel mène l'enquête
- (date inconnue) : Michel et les routiers
- (date inconnue) : Michel poursuit des ombres
- (date inconnue) : Michel et Monsieur X
- (date inconnue) : Michel maître à bord
- (date inconnue) : Michel en plongée
- (date inconnue) : Michel chez les Gardians

#### Romans hors série
- 1956 : Fille de la montagne, de Jean Muray.
- 1956 : Vacances romaines, d'Odette Ferry (no 267)
- 1957 : La Fiancée du Loup-de-la-Mer, de Georges G.-Toudouze.
- 1958 : Chevrette et Virginie, de Françoise d'Eaubonne.
- 1959 : Monica et le Prince, de Jean Muray (no 149) (nouveau dessin de couverture en 1960)
- 1961 : Les Fiancés du puits doré, de Françoise d'Eaubonne.
- 1961 : La Dette d’Henri, de Léonce Bourliaguet.

### CollectionIdéal-Bibliothèque
Liste exhaustive.
- 1957 : La Mission de Jeannou, de Lucie Rauzier-Fontayne (no 144)
- 1957 : Bergère en crinoline, de Jeanne de Recqueville.
- 1964 : Cosette, de Victor Hugo.
- 1965 : Michel mène l'enquête, de Georges Bayard (no 287)
- 1966 : Michel fait du cinéma, de Georges Bayard (no 312)
- 1965 : Le Grand Marc et les Aigles noirs, de René Guillot.
- 1966 : Un château en Espagne, de René Guillot (no 303)
- 1967 : Le Prince de Donegal, de Robert Reilly.
- 1967 : Les Oiseaux d'Eléna, de Nicole Lesueur (no 316)
- 1968 : Le Grand Ours et l'enfant, de Walt Morey.
- 1968 : L’Équipage du grand Marc, de René Guillot (no 345)
- 1970 : Mademoiselle de Mortagne, de René Guillot (no 364)

### CollectionsLes Grands Livres Hachette/La Galaxie/Vermeille

#### SérieMicheldeGeorges Bayard
Liste exhaustive.
- 1966 : Michel et la falaise mystérieuse, Les Étranges Vacances de Michel, Michel fait mouche (Les Grands livres Hachette 3 livres en 1)
- 1973 : Michel en plongée (La Galaxie)
- 1974 : Les Étranges Vacances de Michel (La Galaxie)
- 1974 : Michel mousquetaire (La Galaxie)
- 1975 : Michel poursuit des ombres (La Galaxie)
- 1976 : Michel et le Complot (La Galaxie)

#### Romans hors-séries
- 1969 : Le Trésor des Hollandais, d'Odette Joyeux (La Galaxie et Vermeille).

### Autres collections
- 1952 : Christophe Colomb redécouvre l'Amérique de Louis Merlin - Éditions R. Julliard, Paris[4].
- 1952 : Votre santé dans votre assiette d'Odette Poulain - Éditions R. Julliard, Paris[5].
- 1956 : Luc et son poulain, de Ruth Clarke, Hachette, Collection Ségur-Fleuriot.
- 1961 : Pim et les cavernes de Coscorron de Jeanne Loisy - Éditions Bourrelier, collection Marjolaine.
- 1961 : L'Aventure du serpent à plumes, de Pierre Gamarra, Éditions Bourrelier, Collection Marjolaine.
- 1973 : Encyclopédie de la vie sexuelle, 7-9 ans : de la physiologie à la psychologie, de Dr Christiane Verdoux, Dr Jean Cohen et Dr Jacqueline Kahn-Nathan, Hachette.
- 1973 : D'amour et de flammes de Didier Decoin - Éditions Ariane.
- 1978 : Qui est-ce ? : Encyclopédie de la Jeunesse, Hachette.
- 1980 : Si tu t'appelles Anne de Jean-Côme Nogues - collection : Tout savoir sur ton prénom, éditions G. P. Rouge et or[6].
- 1981 : Saint Vincent de Paul (Témoins de toujours), Éditions Le Sarment.
- 1986 : L'Affaire des sifflets à roulette de Hertha von Gebhardt - Éditions G. P., Bibliothèque rouge et or no 15[7].
- 1987 : Il suffit d'un amour - Catherine de Juliette Benzoni (2 tomes) - Éditions Le Livre de poche.
- 1989 : Les Aventuriers de l'impossible d'Elise Sommer - Publication : Dammarie-les-Lys : Vie et santé[8].
- 1990 : Mon Corps, de Germaine Finifter, Hachette Jeunesse, Collection : Réponses aux petits curieux.
- 1996 : La Vieille Maison mal coiffée, de Jean-Côme Noguès, Édition Bibliothèque rouge et or.

## Sources
Bibliographie
- Armelle Leroy, Le Club des Cinq, Fantômette, Oui-Oui et les autres : Les grandes séries des Bibliothèques Rose et Verte, Paris, Hors Collection, 2005, 110 p. (ISBN 2-258-06753-7).

Internet
- Le site officiel de Philippe Daure
- Bibliothèque nationale de France (pour l’œuvre de Philippe Daure)
- Éclectisme, un site sur les œuvres pour la jeunesse